# Xerxes d'Armènia
Xerxes (Շավարշ – Šavarš, Ξέρξης – Xérxēs) va ser rei d'Armènia Sofene amb seu a Arsamòsata (armeni Shimshat), regne que comprenia bàsicament el país de Kharpurt (Hanzith o Anzitene). Se'l suposa membre de la dinastia oròntida i possible fill d'Arsames d'Armènia, ja que governava a Samosata (la mateixa capital d'Arsames, que fins i tot en va poder ser el fundador) i va renovar el tribut i acceptar el vassallatge que li havia estat imposat a Arsames per Seleuc II. Va regnar de vers el 228 aC al 212 aC.
Polibi explica que el 212 aC Antíoc de Síria estava preparat per assetjar Arsamòsata, però Xerxes se li va sotmetre humilment, va pagar un tribut de 330 talents més 1000 cavalls i 1000 pollastres, i va aconseguir l'aliança del rei selèucida que li va donar a la seva germana Antioquis en matrimoni. Aquest Antíoc era molt probablement Antíoc III el Gran. Xerxes però va seguir conspirant contra Antíoc i la princesa Antioquis se'n va assabentar i llavors va assassinar al seu marit i va entregar el regne a Antíoc. Segons Tumanoff els seus dos germans putatius Abdisares o Abdisar d'Armènia i Orontes IV el van succeir però van ser eliminats per dos general selèucides, Artàxies i Zariadris.
Xerxes és conegut per una moneda que a l'anvers representa el seu bust portant una tiara punxeguda i al revers la llegenda grega « ΒΑΣΙΛΕΩΣ ΞΕΡΞΟΥ » (Basileos Xerxes) amb la deessa Atena coronant el nom de Xerxes. Toumanoff pensa que podria ser el pare de Ptolemeu, governador i després primer rei de Commagena.